# Piotr Lachert
Piotr de Peslin Lachert (Varsavia, 5 settembre 1938 – Spoltore, 18 settembre 2018) è stato un compositore polacco con cittadinanza belga dal 1977.

## Biografia
Diplomato presso Liceo della Musica (1956) con Hanna Lachertowa
Si è laureato presso l'Università della Musica (PWAM) Varsavia con Jan Ekier,  (1961) ha studiato alla Scuola Superiore di Musica di Hannover (1968) e al Conservatorio Reale di Bruxelles (musica da camera con Louis Poulet e direzione d'orchestra con René Defossez, 1969). Ha inoltre studiato con Vlado Perlemuter a Parigi (1964-1965) e Maria Wiłkomirska a Lodz (1966-1967).
Ha vinto, nel 1961, il terzo premio al festival "Ignacy Paderewski Piano Competition" di Bydgoszcz in Polonia.
È stato professore al Conservatorio Reale di Bruxelles (1974-1978).
Nel 1977 acquisisce la cittadinanza belga.
Nel 1982-1984 ha messo a punto un sistema computerizzato di composizione chiamato "Letter Music".
Fondatore e direttore negli anni 1973-1991 del Théâtre Européen de Musique Vivante! (TEMV!) a Bruxelles, che ha eseguito, tra le altre, anche il brano Le Vautour, per tre voci parlate e piano (1988) di Renata Zatti Cicuttini.
Dal 1992 al 2001 è stato professore di pedagogia del pianoforte presso l'Accademia Musicale Pescarese.
Negli anni 1997-2005 ha organizzato il concorso "Premio Città di Pescara".
Come poeta, nel 2004, ha ricevuto il premio di poesia al concorso "D'Annunzio - Michetti". Nel 2008, ha pubblicato il primo libro, "Otto racconti erotici e quaranta no". Del 2014 il suo romanzo "Adda".
Dal 2007, la fondazione che porta il suo nome "Fondation Lachert Bruxelles" si dedica alla cura delle sue opere musicali e letterarie.
Ha composto musica per il teatro, sonate da camera, concerti per violino e pianoforte, opere (Aroma Tre). Ha vissuto dal 1992 in Italia, a Pescara.

## Catalogo[5][6]

### Opera
- Erotic music, scène 24 (1977)
- Primavera (1992)

### Musical
- Mysli pospolite (1972)
- Pièce pour une brique, violon et piano (1972)
- Sérénade (1975)
- Sinfonietta (1975)
- Dés (1976)
- Hammerkantate (1977)
- Pasjans. dés (1978)
- Le franc belge est solide (1983)
- Aroka Tre (1984)
- Amore mio, czyli Acsamit Quamtza (1988)

### Musica orchestrale
- S comme Makyo (1980)
- Tu i tam (Ktos) (1991)
- Sinfonia Scolastica (1993)
- La figlia di Jorio (1997)
- Hey colenda, colenda for string orchestra (1999)
- In omaggio (1999)

### Concerti
- Concerto africain per pianoforte o clavicordio o clavicembalo e archi (1978)
- Musique per pianoforte a quattro mani e orchestra (1981)
- Concerto No.2 per violino e orchestra (1987)
- Concerto No.2 per pianoforte e orchestra (1988)
- Concerto No.3 per pianoforte e orchestra (1991)
- Un Albanese in Italia per violoncello e archi

### Musica da camera
- Prélude et Fugue per oboe solista (1970)
- Six Sketches per violino e piano (1970)
- Miniatury fletowe (Flute Miniatures) per flauto e pianoforte (1971)
- Anti-contrastes per violino, clarinetto e pianoforte (1973)
- Habent Panem Paratum per flauto o oboe o clarinetto solista (1978)
- Puzzle 1 per tuba solista (1978)
- Puzzle 2 for double bass solo (1979)
- K comme Makyo per clarinetto, trombone, violoncello e pianoforte (1980)
- Pha per quintetto di ottoni (1980)
- Bajka per violino e violoncello (1981)
- Per Adele per violino e pianoforte (1982)
- Per Anca per violino e pianoforte (1982)
- Tocatanca per clarinetto solista (1982)
- Adenja per quartetto d'archi (1984)
- Body Violence per corno inglese solista (1984)
- Szuja szott per flauto e pianoforte (1985)
- Katanick for viola and harpsichord (1986)
- Te ne ricordi? per violoncello solista (1988)
- Vino, vino per 2 violini (1989)
- Nuits bergamasques per violino, violoncello e pianoforte (1990)
- Sonata No.4 per viola e pianoforte (1991)
- Sonata No.5 for clarinet or alto saxophone and piano (1991)
- 21 for string quartet (1992)
- Kuba Trio for flute, cello and piano (1992)
- Akabis for flute and marimba (or keyboard) (1993)
- Étude de concert for flute solo (1993)
- Padova, Padova for flute, clarinet, horn, guitar and piano (1993)
- Sonata No.9 for violin solo (1993)
- Giraffa sentimentale for 2 flutes and piano (1996)
- Sonata No.16 for flute and piano (1997)
- Sonata No.17 for violin and piano (1997)
- String Quartet No.3 (1997)
- Talentina for flute and piano (1997)
- Preghiera per una buona morte for violin, clarinet, cello and piano (1998)
- Pienia anielskie e Tango satanico, Octet for 2 oboes, 2 clarinets, 2 bassoons and 2 horns (1999)

### Musica per organo
- Modlitwa (1971)
- Pièce pour orgue (1972)
- Bandalaluc per 2 organi (1975)

### Musica per pianoforte
- Zart (1970)
- Études improvisantes (1973)
- Études intelligentes (1974)
- Prima vista (1975)
- Poussières des étoiles (1980)
- Dix pièces (10 Pieces) for 2 pianos (1981)
- Per Adele for piano 4 hands (1982)
- Per ragazzi (1983)
- Aroma in B (1984)
- Aroma in F (1984)
- Bi Ba Bo (1984)
- Live Computer Story (1984)
- Inventions (1985)
- Kauffolie for 36 pianos (1986)
- Sonata No.2 (1988)
- Amalo mio for piano 4 hands (1991)
- Ariki in F (1991)
- Avale Koan (1991)
- Sonata No.3 (1991)
- Sonata No.6 "Pescarese" (1992)
- Sonata No.7 "Fiamminga" (1992)
- Sonata No.8 (1993)
- Sonata No.10 (1994)
- Sonata No.11 (1994)
- Per Cristina (1995)
- Sonata No.12 "Sweet" (1995)
- Sonata No.13 (1995)
- Sonata No.15 (1996)
- 5 gatti di Laura (1997)
- Sonata No.18 (1997)
- Trois photos de Betty Bee (1997)
- Sonata No.19 for piano 4 hands (1999)
- Sonata No.20 "Sto lat" ("One Hundred Years") (1998)
- Sonata No.21 (2000)
- Sonata No.22 (2000)
- Per Claudia (2001)
- Sonata No.24 (2002)
- Tasti e testi

### Musica per ensemble vocali
- Hit for soprano, mezzo-soprano, tenor, alto tenor and bass (1980)
- Zes Isa liederen for soprano and piano (1985)
- Cantiques for female voice and piano (1987)
- Delikatnie for soprano and piano (1987)
- Cinq traductions for 2 voices and typewriter (1989)
- Tango macabre for 2 sopranos, tenor and chamber orchestra (1991)
- Jasne slonko for soprano and piano (1994)
- Sorella for voice and piano (1994)